# PrestaShop
PrestaShop és un sistema de gestió de continguts (CMS) lliure i de codi obert, orientat al comerç electrònic. El programa està escrit en PHP amb suport per a MySQL. És usat per 250.000 botigues arreu del món i està disponible en 60 llengües diferents. La companyia, PrestaShop SA, va ser fundada el 2007 per Igor Schlumberger i Bruno Lévêque.
Entre maig de 2010 i abril de 2012, PrestaShop va créixer de 17 empleats a més d'un centenar, amb l'establiment de la seu secundària a Miami, Estats Units. El març de 2014, PrestaShop SA va obtenir 9,3 milions de dòlars en finançament sèrie B per continuar els seus esforços d'expansió global. El gener de 2015, la companyia va llançar Prestashop Cloud, una versió lliure autohostatjada del seu programari.
Segons el lloc web de seguiment de tecnologia BuiltWith.com, la quota de mercat de PrestaShop per als llocs web de comerç electrònic de codi obert és del 9%. Segons W3Techs, PrestaShop és utilitzada pel 0,5% de tots els llocs web.

## Model de negoci
Com a organització de codi obert, PrestaShop s'enfronta al repte de generar ingressos. En aprofitar la mida i l'abast internacional de la seva comunitat de codi obert, la companyia va establir dues fonts principals d'ingressos:
- PrestaShop Addons, un sistema de mercat a través del qual els comerciants compren complements i temes personalitzats per a les seves botigues.
- Les associacions estratègiques amb líders de la indústria de comerç electrònic com PayPal o Google.[6]

## Característiques
PrestaShop compta amb més de tres-centes funcions integrades per a la gestió de la llista de productes, pagaments, enviaments, fabricants i proveïdors. PrestaShop utilitza un sistema de plantilles web que permet als usuaris personalitzar els temes de les botigues i afegir noves característiques a través de mòduls Add-on. El mercat PrestaShop Addons proporciona una plataforma per a desenvolupadors de tercers per vendre temes i mòduls per als comerciants.

### Temes
PrestaShop ofereix un tema bàsic auto-responsiu per defecte. Els usuaris poden instal·lar o desenvolupar els seus propis temes que canvien la visualització de la pàgina web sense alterar el seu contingut, podent-se visualitzar bé tant en ordinadors com en dispositius mòbils.

### Mòduls
Els mòduls Add-on estén les funcionalitats integrades de programari. Els usuaris poden instal·lar mòduls directament en el panell d'administració de programari o desenvolupar el seu propi mòdul.